# Julius Ruthardt
Julius Ruthardt (Stuttgart, 13 de desembre de 1841 - Constança, 13 d'octubre de 1909) fou un director d'orquestra i compositor alemany. Era fill de Friedrich i germà d'Adolf Ruthardt ambdós músics reconeguts.
Estudià en la seva ciutat nadiua i a París. Als catorze anys entrà com a violí de la capella de la cort de Stuttgart i després fou director d'orquestra dels teatres de Riga, Leipzig i Bremen.
Va compondre lieder, obres instrumentals i música pel drama de Bjørnson, Hulda.